# Brama Świecka w Chojnie
Brama Świecka w Chojnie – jedna z dwóch zabytkowych bram wjazdowych do Chojny (druga to Brama Barnkowska), zbudowana w XV w..
Podstawa bramy jest kwadratowa. Brama jest zbudowana z cegły, ale podstawę ma z kamienia polnego z trzema rzędami blend z dekoracyjnym fryzem oddzielającym drugi i trzeci rząd blend. Posiada ganek obronny z blankami i zakończona jest ostrosłupem z narożnymi wieżyczkami. Nazwa bramy pochodzi od miejscowości Świecie nad Odrą, dzisiaj Schwedt w Niemczech.
Budowla została przejęta od GDDKiA przez Starostwo Powiatowe w Gryfinie. Planowany jest remont wieży (2018).